# Козак Євген Оксентійович
Євген Оксентійович Козак (21 грудня 1857, с. Слобода-Банилів, Чернівецької області — вересень 1933) — український вчений (палеограф, мовознавець), церковний та громадський діяч, ректор Чернівецького університету.

## Біографічні відомості
У 1878 р. закінчив гімназію у Чернівцях. Поступив на теологічний та філософський факультет Чернівецького університету. У 1886 р. навчався у Віденському університеті, де вивчав слов'янську філологію. Тут 18 грудня 1891 р. здобув ступінь доктора філософії.
У 1892—1893 рр. — священик сербської церкви святого Сави у Відні.
У 1896 р. переведений у Буковинську архидієцезію. Працював священиком-адміністратором у селах Веренчанка (1896) і Добринівці (1897—1898).
У 1899 р. стає професором, завідує кафедрою церковнослов'янської мови та літератури Чернівецького університету.
У 1907—1908 рр. — ректор Чернівецького університету.
У 1919—1920 рр. — завідувач кафедри славістики цього ж університету.
Помер у вересні 1933 р. в Чернівцях.

## Громадська діяльність
Навчаючись у Чернівецькій гімназії брав участь у першому молодіжному товаристві «Согласіє», що діяло на Буковині.
У 1875—1886 рр. брав участь у діяльності першого українського академічного товариства «Союз».
Козак Євген Оксентійович — співробітник часописів «Православная Буковина» (1893—1906) та «Буковинськи Вьдомости» (1895—1909). Голова товариства «Русско-православный народный домь».
У 1911 р. обраний до Буковинського державного сейму від старорусинів.
Під час Першої світової війни висланий австрійською владою в Зальцбург. За захист прав буковинських українців у 1921 р. позбавлений посади професора Чернівецького університету і відправлений на пенсію.
У 1922—1924 рр. — сенатор румунського парламенту від Кіцманського виборчого округу.